# アレクサンデル・シリフカ
アレクサンデル・シリフカ（Aleksander Śliwka、1995年5月24日 - ）は、ポーランドの男子バレーボール選手。ポーランド代表。

## 来歴

### クラブチーム
ヤボル出身。ポーランドバレーボール協会が設立するSMS PZPS Spałaでプレーした後、2014/15シーズンにプロジェクト・ワルシャワと契約し、プロとしてのキャリアをスタートさせる。2015/16シーズンはアセッコ・レソヴィア・ジェシュフでプレーし、プラスリーガで準優勝を果たし、自身もベストアウトサイドヒッター賞を受賞した。2016/17シーズンはIndykpol AZS Olsztynでプレーした後、2017/18シーズンは再びアセッコ・レソヴィア・ジェシュフと契約しした。2018/19シーズンからはGrupa Azoty ZAKSAケンジェジン＝コジレでプレーしており、プラスリーガでは3度のタイトル（2018/19、2019/20、2021/22シーズン）を獲得した。2020/21と2021/22シーズンの欧州チャンピオンズリーグ2連覇に大きく貢献した。2021年からは所属チームで主将を務めている。
2024年、サントリーサンバーズ大阪への入団が発表された。1シーズン在籍し、2025年5月に退団が発表された。

### 代表チーム
アンダーカテゴリーの代表として2013年のU-19世界選手権で銅メダルを、2014のU-20欧州選手権で金メダルを獲得した。2015年にシニアのポーランド代表に初選出され、同年のワールドリーグでデビューした。2018年、イタリアで開催された世界選手権では金メダルを獲得した。2019年、ワールドカップでは銀メダルを獲得した。2021年に開催された東京五輪に出場した。2022年、世界選手権に出場し銀メダルを獲得した。

## 球歴
- オリンピック - 2021年、2024年
- 世界選手権 - 2018年、2022年
- ワールドカップ - 2019年
- ネーションズリーグ - 2018年、2019年、2021年、2022年
- 欧州選手権 - 2019年、2021年

## 受賞歴
- 2016年 2015/16ポーランド・プラスリーガ ベストアウトサイドヒッター
- 2019年 2018/19ポーランドカップ MVP
- 2021年 2020/21欧州チャンピオンズリーグ MVP、ベストアウトサイドヒッター

## 所属クラブ
- プロジェクト・ワルシャワ（2014-2015年）
- アセッコ・レソヴィア・ジェシュフ（2015-2016年）
- Indykpol AZS Olsztyn（2016-2017年）
- Grupa Azoty ZAKSA Kędzierzyn-Koźle（2018-2024年）
- サントリーサンバーズ大阪（2024-2025年）